# Phyllobrotica limbata
Phyllobrotica limbata es una especie de insecto coleóptero de la familia Chrysomelidae. Fue descrita en 1801 por Fabricius.
Se encuentra en Norteamérica. Se alimenta de Scutellaria spp. (Lamiaceae).